# Cooperationhavet

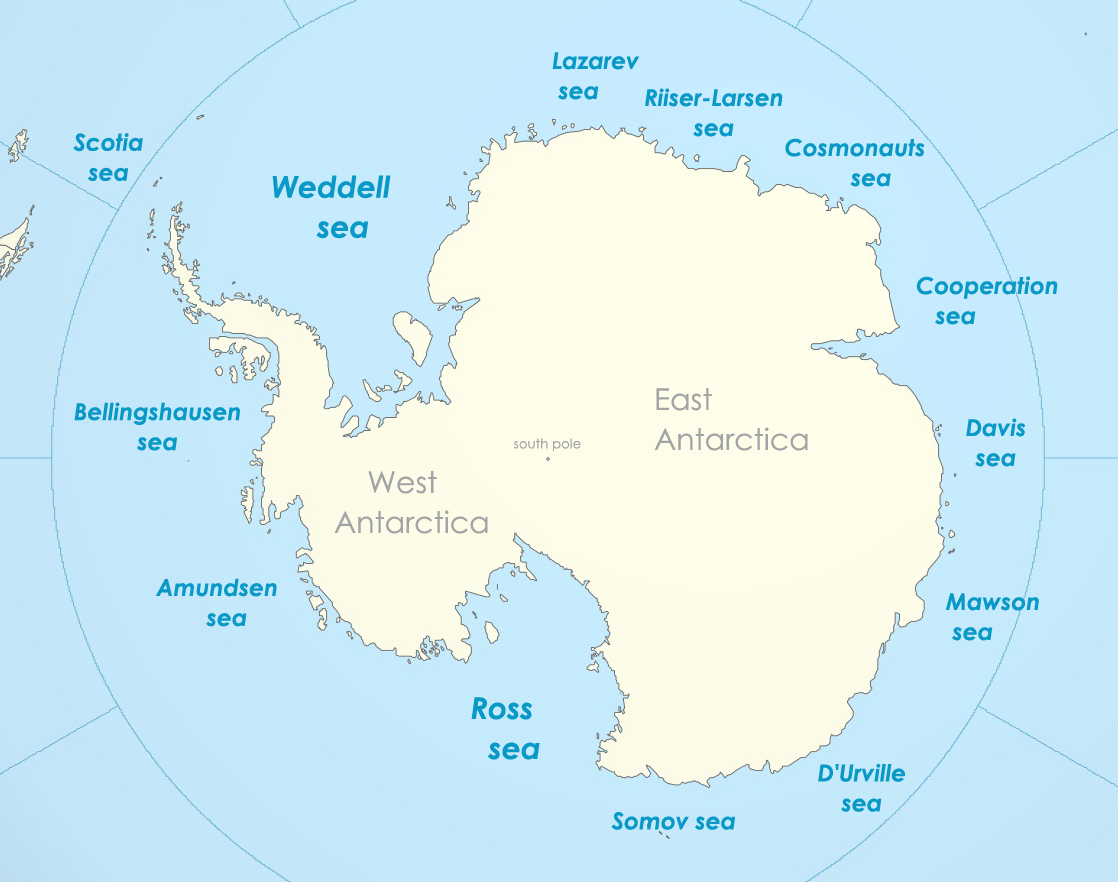
Cooperationhavet är ett av Antarktis randhav

Cooperationhavet eller Sodruzjestvahavet är ett randhav i Södra Ishavet, mellan Enderby Land (den östliga gränsen är 59°34'E) och Västra shelfisen (85°E), utanför Mac. Robertson Land och Princess Elizabeth Land. Öster om Cooperation-havet ligger Davishavet, och i väster ligger Kosmonauthavet. Området täcker 258 000 km².
Den australiska basen Davis Station ligger vid kusten av Cooperationhavet. 